# Corridonia
Corridonia är en kommun i provinsen Macerata, i regionen Marche i Italien. Kommunen hade 15 212 invånare (2018) och gränsar till kommunerna Francavilla d'Ete, Macerata, Mogliano, Monte San Giusto, Monte San Pietrangeli, Morrovalle, Petriolo, Tolentino samt Urbisaglia.
Corridonia har fått sitt nuvarande namn efter syndikalisten Filippo Corridoni. Staden har tidigare kallats Montolmo, Pausula samt, under antiken, Pausulae.  